# Wayne Stewart
Wayne Allen Stewart Jr. (Filadelfia, 1º giugno 1996) è un cestista statunitense.